# Acanthocybium solandri
Acanthocybium solandri és una espècie de peix de la família dels escòmbrids i de l'ordre dels perciformes present a l'Atlàntic, l'Índic i el Pacífic, incloent-hi el Carib i la mar Mediterrània.
Els adults poden assolir els 250 cm de longitud total i els 83 kg de pes.